# Whelan Nunatak
Whelan Nunatak är en nunatak i Antarktis. Den ligger i Östantarktis. Australien gör anspråk på området. Toppen på Whelan Nunatak är 1 971 meter över havet.
Terrängen runt Whelan Nunatak är huvudsakligen lite kuperad. Trakten är obefolkad. Det finns inga samhällen i närheten.